# Lopătari
Lopătari là một xã thuộc hạt Buzău, România. Dân số thời điểm năm 2002 là 4445 người.